# Дейвис (горы)
Горы Дейвис, горы Дэвис (англ. Davis Mountains; ранее — горы Лимпия, Limpia Mountains) — горный массив на юго-западе Техаса (США). Высочайшая точка — гора Ливермор (2555 м). Являются популярным местом пешего туризма. Близлежащие достопримечательности: Национальная историческая достопримечательность «Форт Дейвис», Парк штата «Дейвис-Маунтинс».